# ダム広場
ダム広場（ダムひろば、オランダ語: de Dam）は、オランダの首都アムステルダムの中心部にある広場である。もとはアムステル川をせき止める堰（ダム）のあった場所である。「アムステルダム」の市名の語源であり、歴史的な中心地である。

## 位置と周辺

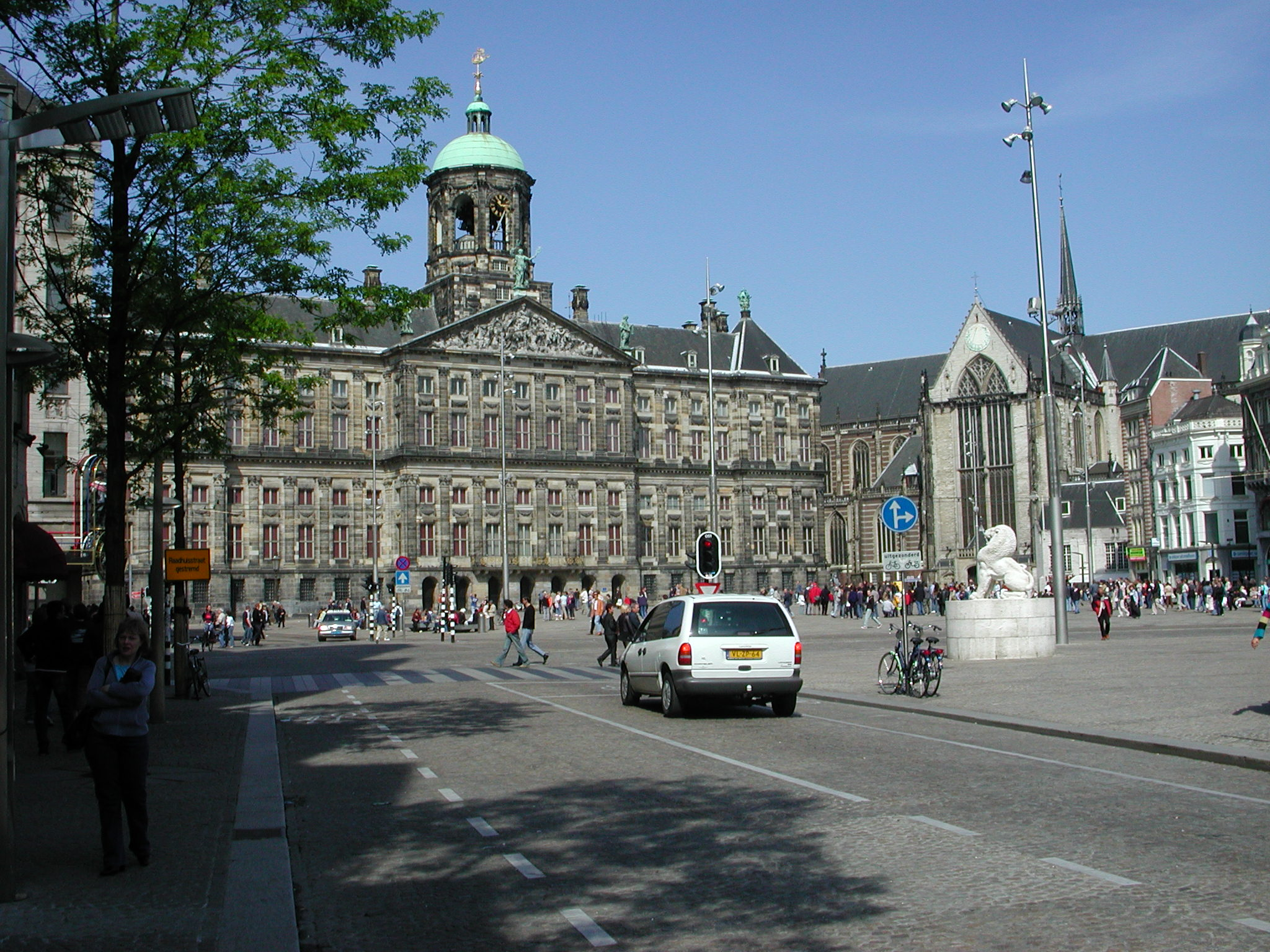
ダム広場。奥は王宮と新教会。

ダム広場はアムステルダムの旧市街の中心部にあり、アムステルダム中央駅からは約750 m南にある。広場は南北約100 m、東西約200 mの長方形である。
広場から北へダムラック (Damrak) 通り、南へローキン (Rokin) 通りが伸びている。これらはアムステル川の旧河道を埋め立てたものである。これらの道路によって広場は東西2つの部分に分けられる。そのうち東側に第二次世界大戦戦没者記念塔がある。広場の西よりからは北へニューヴェンダイク (Nieuwendijk) 通り、南へカルファー通り (Kalverstraat) が伸びている。これらはもともとアムステル川左岸の自然堤防上の道路であり、いずれも歩行者専用で道路沿いは商店街となっている。
広場の西に接して王宮がある。これはもともと市役所として建てられたものである。その北には新教会 (Nieuwe Kerk) がある。そのほか広場の南にマダム・タッソー蝋人形館、北東に百貨店デ・バイエンコルフ (de Bijenkorf) がある。

## 歴史

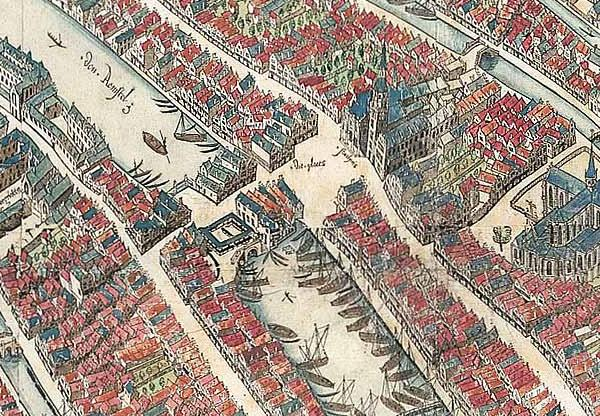
1544年のアムステルダム中心部。北側から。Cornelis Anthonisz画

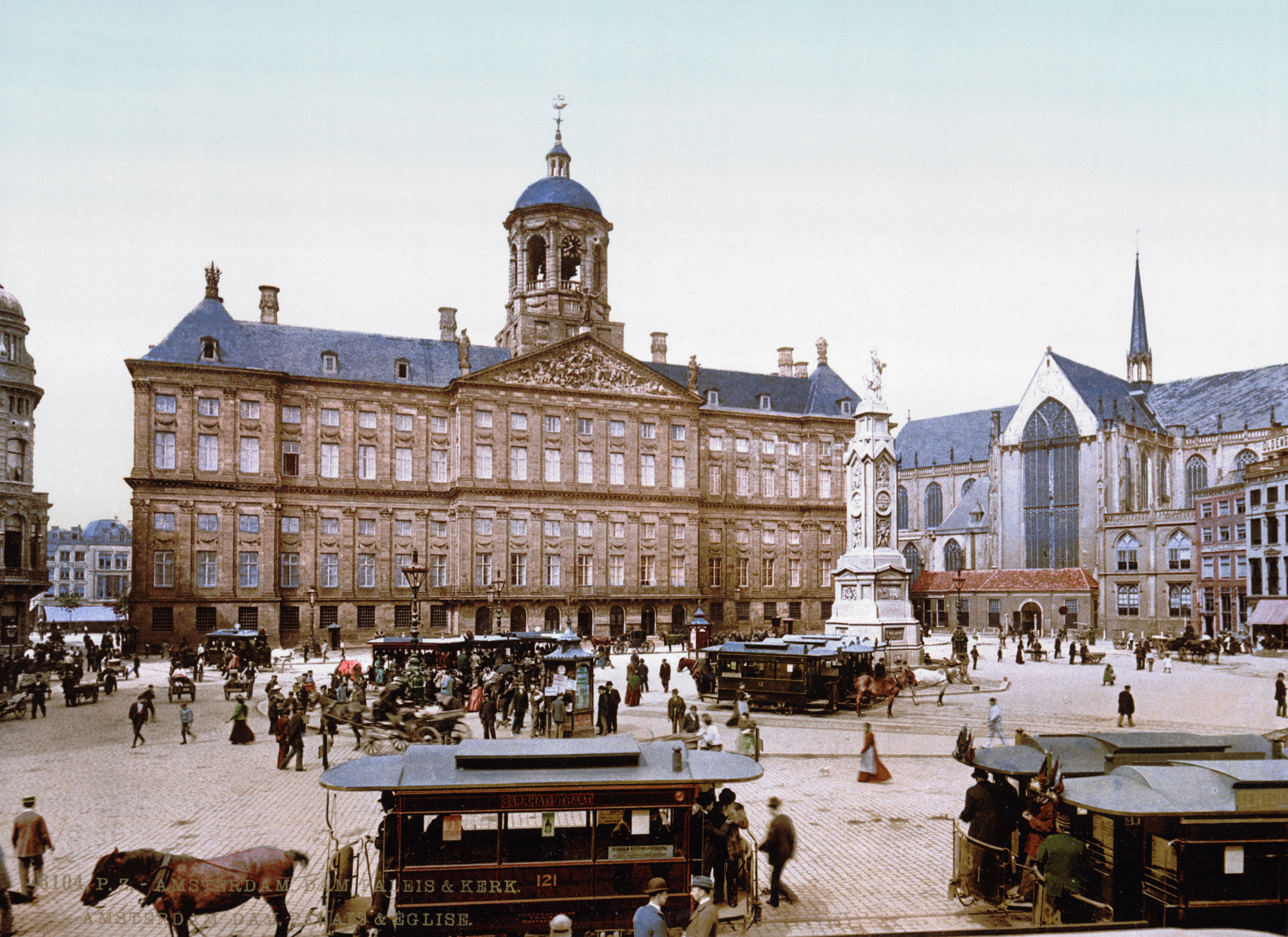
19世紀末のダム広場

アムステル川の河口近くに堰が設けられたのは1270年頃のことである。これにより川の両岸が結ばれ、周辺に人が集まってアムステルダムの町が誕生した。広場は次第に拡大し、舟付き場近くに魚市場が設けられたことから商業の中心して発展した。オランダ独立後の1655年には市役所（現王宮）が建てられたことで市政の中心にもなった。
広場には商業の中心には不可欠な計量所があったが、1808年にホラント王となったルイ・ボナパルトの命令で、王宮（旧市役所）からの眺望を妨げるとして取り壊された。
アムステル川旧河口のダムラックは19世紀に埋め立てられ、1837年にはそこに証券取引所(Beurs van Zocher)が建てられた。1903年に取引所は北に移転して取り壊され、その跡地に1914年百貨店「デ・バイエンコルフ」が開店した。
1856年から1914年まで、広場には対ベルギー戦争を記念する像「統一」（De Eendracht、通称 Naatje van de Dam = ダムのナーチェ）があった。
19世紀の末にはダム広場を中心に馬車軌道網が作られ、広場は交通の中心となった。20世紀にはその機能はアムステルダム中央駅駅前広場に移った。
1956年には戦没者記念塔が建てられ、以来毎年5月4日の戦没者記念日には広場で集会が行なわれている。